# Quorn
Pour l’article homonyme, voir Quorn (Leicestershire).

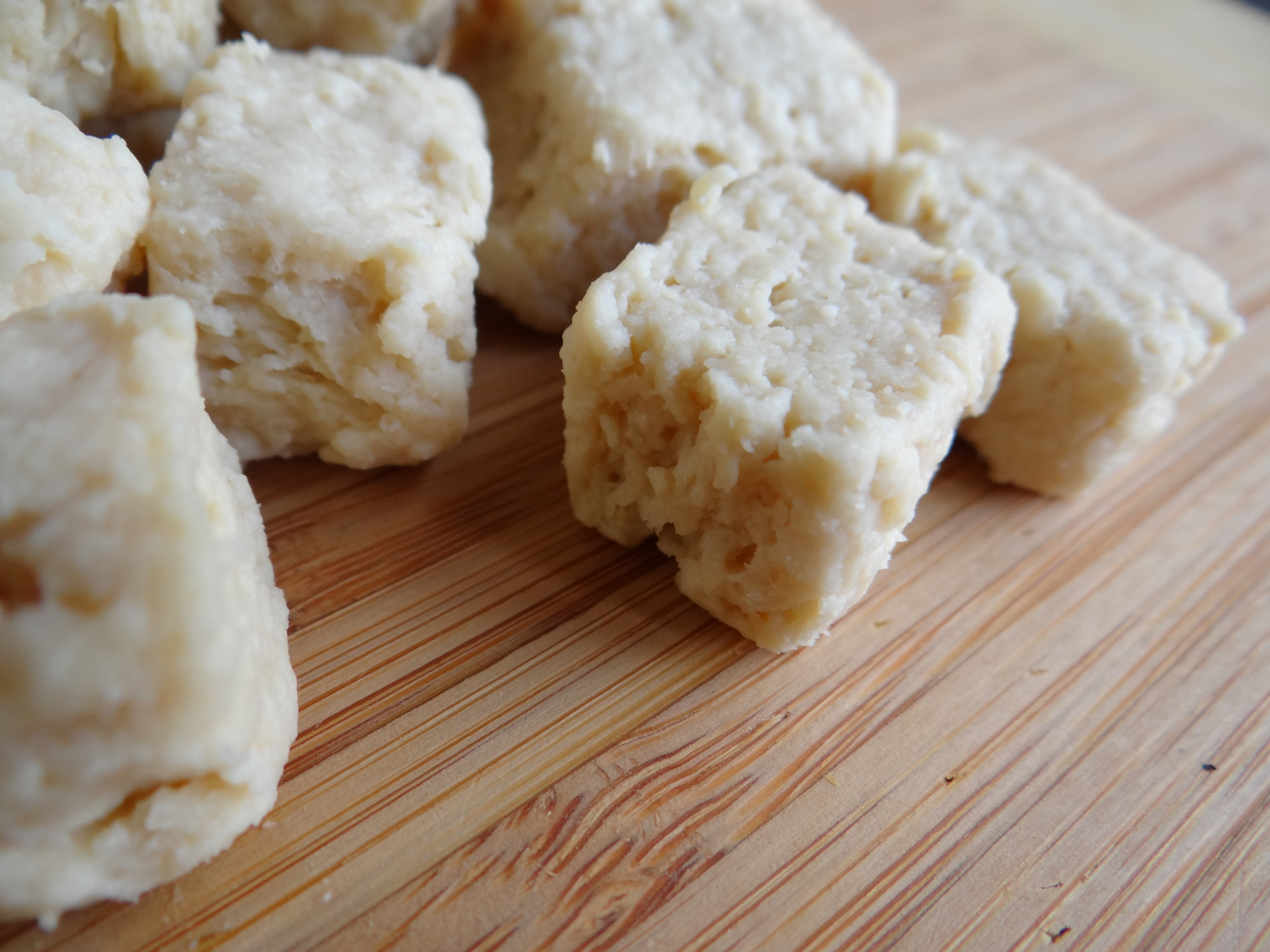
Dés de Quorn avant cuisson.

Quorn est une marque de substituts de viande à base de mycoprotéine. Il est produit à partir du champignon Fusarium venenatum présent à l’état naturel dans le sol. Ce champignon a été découvert fortuitement en 1967, en Angleterre, sur de l’ergot du seigle. Il est cultivé en fermenteur.
II existe plusieurs présentations, dont les cubes, du haché, des sticks, des filets, des filets panés, des burgers. La valeur énergétique et les caractéristiques nutritionnelles des produits peuvent changer selon leur forme.

## Historique et commercialisation
Dans les années 1960, les prévisions selon lesquelles la croissance de la population entraînerait une pénurie globale de protéines dans les années 1980 inquiétèrent les nutritionnistes et les experts en matière de santé. Les nutritionnistes et les scientifiques spécialisés dans le domaine alimentaire commencèrent alors à chercher de nouveaux aliments qui aideraient à faire face à l’augmentation prévisible de la demande.
Le fungus Fusarium venenatum A3/5 est étudié et retenu parmi plus de 3 000 mycètes comme potentielle source de protéines dans les années 1960 par le centre de recherche de la marque Rank Hovis McDougall (en) (RHM), qui souhaite alors élaborer une source de protéines à la fois peu coûteuse et goûteuse (palatable). Douze années de recherches sont nécessaires pour explorer la sécurité de l'organisme et du produit final. Il est autorisé à la consommation humaine et à la vente par le ministère de l'Agriculture, de la Pêche et de l'Alimentation en 1984.
Il apparaît pour la première fois incorporé dans un produit en 1985, dans une tarte commercialisée dans les supermarchés Sainsbury's, et comme produit à cuisiner sous la forme de dés en 1990.
En 2004, il s'agit du seul aliment à base de mycoprotéine présent sur le marché.
Cette marque est commercialisée en Allemagne, en Belgique, au Danemark, aux États-Unis, en France, en Irlande, aux Pays-Bas, au Royaume-Uni, en Suède et en Suisse. Elle est principalement mise en avant sous l'angle d'une nourriture saine (« healthy ») plutôt que comme produit végétarien. En France, dès 2001, Quorn a concentré sa communication sur la double dimension des bénéfices pour la santé et du plaisir et a développé des publications spécifiques (livre de recettes, publi-reportages explicatifs) dans des magazines féminins et de santé et une campagne de dégustation.
En juin 2020, le bilan carbone est affiché sur l'emballage d'une série de produits Quorn,.

## Caractéristiques
Il s'agit d'un produit riche en protéines, qu'il contient dans un ratio masse/masse de 44 %. Parmi les constituants de ces protéines figurent tous les acides aminés essentiels. Les acides aminés soufrés sont présents en concentration basse, mais la proportion d'acides aminés est comparable à celle retrouvée dans les œufs. La mycoprotéine contient également des fibres, est pauvre en graisses saturées et ne contient pas de cholestérol.
Le produit Quorn initialement vendu en Europe était composé de blanc d'œuf et de lait. Une gamme végane dans laquelle les œufs et le lait sont remplacés par de la protéine de pommes de terre, est aujourd'hui proposée[réf. souhaitée].
Dans sa forme commercialisée en Europe, il s'agit d'un aliment comparable en texture, en arôme et en goût à la viande, notamment au poulet, et aux produits végétariens, au tofu ou aux protéines végétales texturées,.

## Préparation

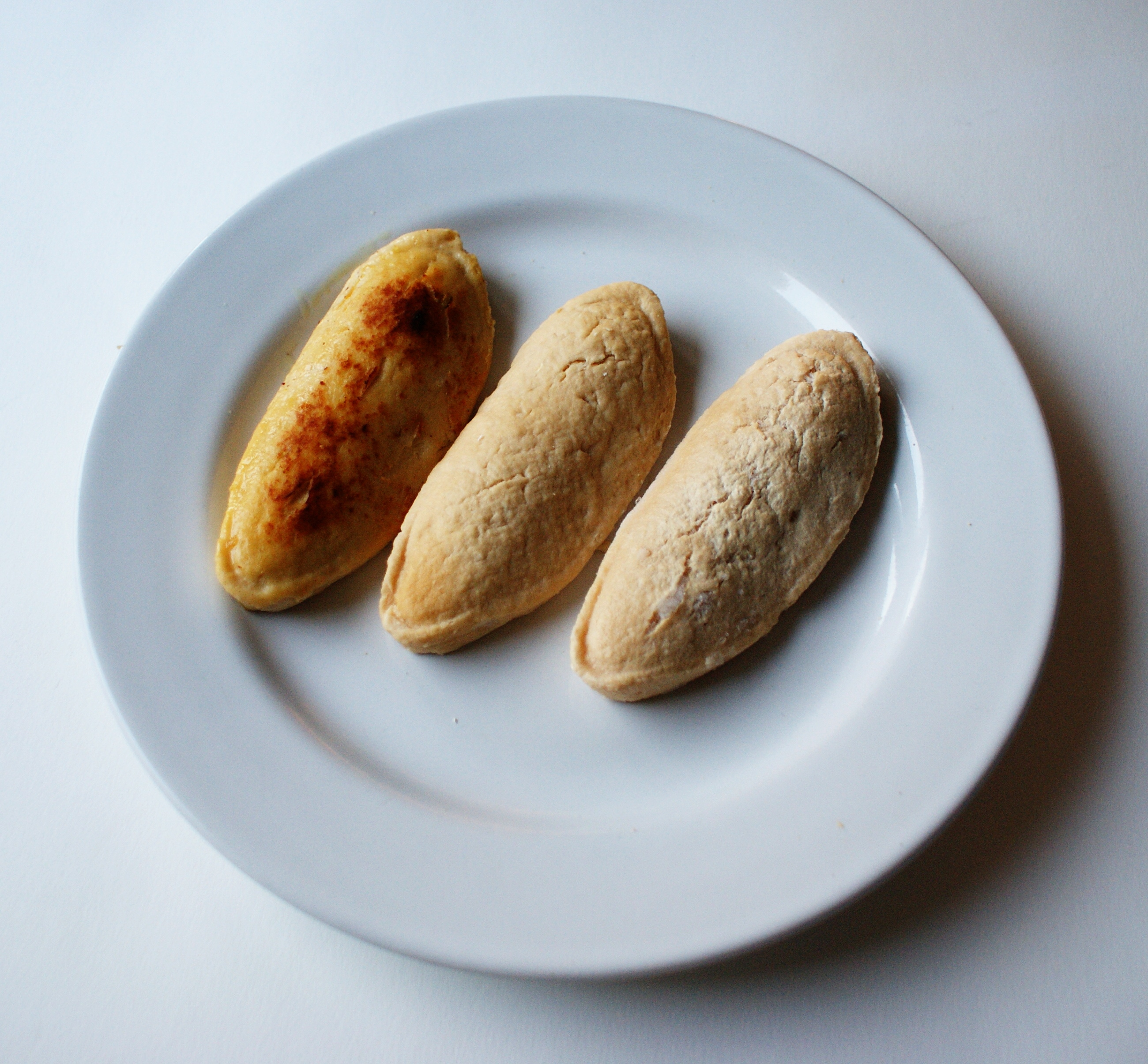
De gauche à droite : filet de Quorn frit, dégelé et encore congelé.

Ressemblant à de la viande de poulet, il se cuisine facilement : mijoté, étuvé, grillé, mariné, etc. De consistance tendre et de goût neutre, il est nécessaire de lui ajouter des épices et aromates, dont il absorbe les saveurs, dans les préparations.